# Caenides na
Caenides na es una especie de mariposa, de la familia de los hespéridos.

## Plantas hospederas
No se conocen las plantas hospederas de C. na.